# 5. Hannoversches Infanterie-Regiment Nr. 165
Das 5. Hannoversche Infanterie-Regiment Nr. 165 war ein Infanterieverband der Preußischen Armee.

## Geschichte

### Hannoversche Armee

Aufruf zur Bildung eines Husarenregiments gegen die napoleonischen Besatzer

Der Verband wurde am 24. März 1813 als leichtes Feldbataillon „Lüneburg“ der Hannoverschen Armee aufgestellt. Im damals noch zum Königreich Westphalen gehörenden Lüneburg rief Oberstleutnant Albrecht von Estorff, im Auftrag von Oberst von Tettenborn, zur freiwilligen Bildung eines Husarenregimentes auf. Aus diesem Regiment entstanden im Unabhängigkeitskrieg gegen das napoleonische Frankreich die „Estorff'schen Jäger“. Bereits am 2. April 1813 kam es zum ersten Kampf in Lüneburg gegen die Franzosen. Im August 1813 wurde das Bataillon in die Russisch-Deutsche Legion des Generals von Wallmoden-Gimborn eingegliedert. Am 25. Januar 1814 wurden die Landwehrbataillone Lüneburg, Celle, Gifhorn und das Feldbataillon Lüneburg zum Infanterieregiment Lüneburg zusammengeschlossen.

#### Befreiungskriege
In den Befreiungskriegen nahmen der Verband während des Sommerfeldzuges 1815 an den Schlachten bei Quatre-Bras und bei Waterloo teil.

#### Schleswig-Holsteinische Erhebung
Anlässlich der Schleswig-Holsteinischen Erhebung wurden 1848 auch die Truppen der Hannoverschen Armee mobilisiert. Das Regiment kam dabei am 5. Juni 1848 bei Düppel zum Einsatz.

#### Deutsch-Dänischer Krieg
Im Krieg gegen Dänemark war das Regiment 1864 nicht aktiv an Kampfhandlungen beteiligt. Es besetzte lediglich Teile von Holstein und wurde zum Schutz der Elb- und Wesermündung in Bremerhaven, Neuhaus und Stade eingesetzt.

#### Deutscher Krieg
Während des Krieges gegen Preußen nahm das Regiment am 27. Juni 1866 an der Schlacht bei Langensalza teil. Nach der Kapitulation wurde das Königreich Hannover preußisch besetzt und in der Folge annektiert und mit der Armee auch das Regiment aufgelöst.

### Preußische Armee
Im Zuge der Heeresvermehrung wurde zum 1. April 1897 das Infanterie-Regiment Nr. 165 errichtet. Aus den IV. Bataillonen der Infanterie-Regimenter Nr. 79, 82 bildete sich das I. Bataillon und aus den Regimentern 77 und 92 das II. Bataillon. Der Regimentsstab und das I. Bataillon waren in Goslar (ab 1909 in Quedlinburg), das II. Bataillon in Blankenburg stationiert.
Das Regiment unterstand zunächst dem X. Armee-Korps. Es bildete mit dem Infanterie-Regiment Nr. 164 die 82. Infanterie-Brigade der 20. Division. Am 24. Januar 1899 verfügte Wilhelm II., dass das Regiment als eins mit dem ehemaligen 4. Infanterie-Regiment der Hannoverschen Armee anzusehen sei und legte den Stiftungstag auf den 24. März 1813 fest. Gleichzeitig erhielt der Verband eine landsmannschaftliche Bezeichnung und hieß bis zur Auflösung 5. Hannoversches Infanterie-Regiment Nr. 165.
Im Mai 1899 veränderte sich das Unterstellungsverhältnis. Das Regiment kam zum IV. Armee-Korps und bildete mit dem Infanterie-Regiment „Prinz Louis Ferdinand von Preußen“ (2. Magdeburgisches) Nr. 27 die 14. Infanterie-Brigade der 7. Division.
1909 bezog das I. Bataillon sowie der Regiments-Stab die neuerrichtete Infanterie-Kaserne in Quedlinburg. Das III. Bataillon des Regiments wurde dort in den folgenden Wochen aufgestellt und bezog ebenfalls diese Kaserne. Das II. Bataillon hatte seine Garnison in Blankenburg.

#### Erster Weltkrieg
Zu Beginn des Ersten Weltkriegs machte das Regiment am 2. August 1914 mobil und rückte im Verbund des IV. Armee-Korps durch das neutrale Belgien in Nordfrankreich ein. Hier erlitt es in der Schlacht an der Marne schwere Verluste, sodass das I. und II. Bataillon zusammengefasst werden musste. Durch Ersatz wurde das I. und II. Bataillon am 16. Oktober 1914 mit je drei Kompanien wieder aufgestellt und ab 7. Dezember 1914 bestand jedes Bataillon wieder aus vier Kompanien. 1915 nahm das Regiment an der Westfront an den Kämpfen an der Aisne, der Lorettoschlacht, der Herbstschlacht bei La Bassée und Arras sowie der Schlacht bei Loos teil. 1916 folgten Stellungskämpfe im Artois und in Flandern. Im Oktober 1916 erhielt das Regiment eine 2. und 3. MG-Kompanie. Von April bis Mai 1917 nahm der Verband an der Frühjahrsschlacht bei Arras teil und kämpfte im Anschluss in Flandern. 1918 stand das Regiment erneut im Artois, in Flandern, bei Ypern, an der Avre und der Matz. Nach erneut schweren Verlusten musste das I. Bataillon am 20. September 1918 aufgelöst werden. Wenige Tage später konnte aus Teilen des aufgelösten Infanterie-Regiments Nr. 184 wieder ein I. Bataillon gebildet werden. Während der Kämpfe bei Souain wurden das II. und III. Bataillon fast vollständig vernichtet. Die Reste formierten sich zu je einer Kompanie. Bis Anfang Oktober 1918 war das Regiment so stark dezimiert, dass die verbleibenden Soldaten zu einem Kampfbataillon zusammengezogen wurden. Notdürftig konnten bis Mitte des Monats der Regimentsverbund wieder aufgestellt werden. Bei den Kämpfen um Fleury geriet das I. Bataillon Ende Oktober 1918 in Gefangenschaft.

#### Verbleib
Nach dem Waffenstillstand von Compiègne kehrten die Reste des Regiments in ihre Heimatgarnisonen zurück, wo sie am 24. Dezember 1918 eintrafen und anschließend demobilisiert wurden. Aus den einzelnen Truppenteilen bildeten sich verschiedene Freiformationen. Der Stab bildete des Stab des Landesschützen-Regiments 1 im Freiwilligen Landesschützen-Korps. Außerdem stellte man aus dem III. Bataillon das Freiwilligen-Bataillon „Gruson“ sowie eine Freiwilligen-Kompanie und einen Freiwilligen-MG-Kompanie auf. Die Formationen gingen mit der Bildung der Vorläufigen Reichswehr im Juni 1919 im Reichswehr-Schützen-Regiment 8 auf.
Die Tradition übernahm in der Reichswehr durch Erlass des Chefs der Heeresleitung, General der Infanterie Hans von Seeckt, vom 24. August 1921 die 6. Kompanie des 12. Infanterie-Regiments in Quedlinburg.

## Kommandeure
| Dienstgrad     | Name                 | Datum                                 |
| -------------- | -------------------- | ------------------------------------- |
| Oberst         | Ludwig Koenigk       | 01. April 1897 bis 17. April 1900     |
| Oberst         | Fritz von Weller     | 18. April 1900 bis 17. April 1903     |
| Oberst         | Paul von Gregory     | 18. April 1903 bis 10. September 1907 |
| Oberst         | Konrad Hardt         | 11. September 1907 bis 18. Juni 1909  |
| Oberst         | Karl von Kehler      | 19. Juni 1909 bis 17. Februar 1913    |
| Oberst         | Burghard von Oven    | 18. Februar 1913 bis 7. August 1914   |
| Oberst         | Johannes von Dassel  | 14. August 1914 bis 24. Januar 1915   |
| Oberstleutnant | Feodor von Puttkamer | 25. Januar 1915 bis Februar 1918      |
| Oberstleutnant | Ernst von Beyer      | 0Februar bis 8. März 1918             |
| Major          | Paul von Weller      | 09. März 1918 bis Januar 1919         |
| Major          | Ernst Gruson         | 10. Januar 1919 bis Auflösung         |

## Uniform
Das Regiment orientierte sich an der für die Schlacht von Waterloo typischen Uniformierung: Ein bunter Rock mit roten, brandenburger Armaufschlägen, roten Schulterstücken mit gelben Ziffern und einem gelben linierten Adler mit Bandeau. Anlässlich der Benennung in 5. Hannoversches Infanterie-Regiment Nr. 165 verlieh Wilhelm II. dem Verband das Helmband mit der Inschrift „Waterloo“.

## Ehrenmale
Über 3.600 Angehörige des Regiments verloren ihr Leben im Ersten Weltkrieg. Zum Gedenken daran wurde am 27. Juli 1924 ein Denkmal an der Marktkirche in Quedlinburg aufgestellt. 1930 wurde es vor das Offizierskasino des II. Bataillons, dem Traditionstruppenteil des Infanterie-Regiments Nr. 165, am Waterlooplatz, umgesetzt. Im Jahre 1946 wurde es nach dem Zweiten Weltkrieg demontiert und zerstört.